# Absolut monarki

Stater som är absoluta monarkier är markerade i mörklila.

En absolut monarki är en statsform med en monark som statschef (monarki), där denne, till skillnad från i en konstitutionell monarki, har mer eller mindre totala befogenheter. I äldre svensk form kallas detta envälde. De facto kan även en konstitutionell monarks maktutövning påminna om en absolut monarks - ett exempel är Marocko, där kungen genom dekret kan åtgärda beslut fattade av det folkvalda parlamentet. Eftersom monarken även har makt över domstolarna kan dennes familj eller klan som regel även begå brott utan att straffas. 
En av anledningarna till att absolut monarki kunde överleva så länge, var att monarken kunde spela ut klasser mot varandra. Andra anledningar var de krig som fördes, där en strikt befälsordning och stora arméer (utan att använda sig av massmobilisering) spelade avgörande roll på slagfälten. Andra skäl var konungarnas direkta deltagande i landets ekonomi.

## Historia
Styrelseskickets kanske mest kände utövare är Frankrikes Ludvig XIV. Han lär ha yttrat L'État, c'est moi  - "Staten, det är jag". Som svenska exempel på absoluta monarker kan nämnas Karl XI, Karl XII och Gustav III. De flesta absoluta monarkierna i Europa överlevde inte 1800-talet med undantag Kejsardömet Ryssland och Österrike-Ungern. Danmarks kungalag av 1665 (Kongeloven) är ett bra exempel på en absolut monarkistisk grundlag. Ofta menade staten att Kungadömet av Guds nåde var en giltig legitimeringsprincip, vars grundsats är att monarken är insatt i sitt ämbete av Gud.

### Filosofi
Den franske filosofen Montesquieu var en av de personer som tidigt kom att kritisera den absoluta monarkin. Hans kritik gick bland annat ut på att avsaknad av maktdelningsprincipen gav upphov till korruption och folksuveränitetsprincipen som menar att makten utgår från folket. 
Jacques Bénigne Bossuet var en fransk teolog som argumenterat för absolut monarki med motiveringen att då Gud är herre i himmelen skall kungen vara herre på jorden.

## Absoluta monarkier

### Exempel på absoluta monarkier i modern tid
- Brunei (sultanat)
- Förenade arabemiraten (emirat)
- Vatikanstaten och Heliga Stolen (påvedöme)
- Oman (sultanat)
- Qatar (emirat)
- Saudiarabien (kungadöme)
- Swaziland (kungadöme)